# Sebastes wakiyai
Sebastes wakiyai és una espècie de peix pertanyent a la família dels sebàstids i a l'ordre dels escorpeniformes.

## Descripció
Fa 24 cm de llargària màxima.

## Reproducció
És de fecundació interna i vivípar.

## Alimentació
El seu nivell tròfic és de 3,09.

## Hàbitat i distribució geogràfica
És un peix marí, demersal i de clima temperat, el qual viu al Pacífic nord-occidental: el Japó (incloent-hi les illes Ryukyu) i Corea del Sud.

## Observacions
És inofensiu per als humans i el seu índex de vulnerabilitat és moderat (40 de 100).